# Roman Atkielski
Roman Richard Atkielski (ur. 5 sierpnia 1898, zm. 30 czerwca 1969 tamże) – amerykański biskup katolicki pochodzenia polskiego. Święcenia kapłańskie przyjął w 1931. Od 1947 biskup pomocniczy diecezji Milwakukee i tytularny biskup Stobi.